# مورچه‌گیرک شکم‌نارنجی

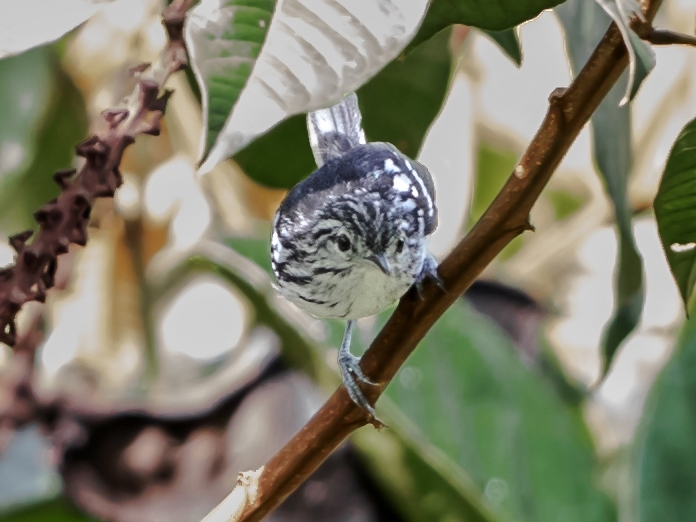
مورچه‌گیرک شکم‌نارنجی

مورچه‌گیرک شکم‌نارنجی (نام علمی: Terenura sicki) نام یک گونه از سرده لطیف‌دم‌ها است.